# 瀬尾裕
瀬尾 裕（せお ゆたか、1916年3月30日 - 1988年10月13日）は、イギリス文学者、中央大学名誉教授。
東京府荏原郡大森に生まれる。東京高等学校を経て、1940年東京帝国大学英文科卒、1944年同大学院修了。1942年逓信官吏錬成所専任講師、1949年中央大学経済学部助教授、1951年文学部助教授、1960年教授、1986年定年退職、名誉教授。フォースター『インドへの道』などを訳した。

## 翻訳
- 内なる私 グレアム・グリーン、 早川書房・選集（1）1953、橋口稔共訳、全集（1）1986
- 二十一の短篇 グレアム・グリーン、青木雄造共訳、早川書房・選集（7）1955、全集（13）1980
- ラリーの死・リットルメキシカン オルダス・ハックスレイ、矢島剛一共訳 英宝社 1958
- インドへの道 E・M・フォースター 世界文学全集・筑摩書房 1970／筑摩世界文学大系 1975／筑摩書房 1985／ちくま文庫 1994
- タイム・マシーン、盲人国、幻影の扉、ダイヤモンドを造る男 H・G・ウェルズ 世界文学全集・講談社 1976
- D・H・ロレンス－英文学ハンドブック「作家と作品29」 ケネス・ヤング 研究社出版 1976

| スタブアイコン | サブスタブ | この項目は、まだ閲覧者の調べものの参照としては役立たない、文人（小説家・詩人・歌人・俳人・作詞家・作家・放送作家・随筆家（コラムニスト）・文芸評論家）に関連した書きかけの項目です。この項目を加筆・訂正などしてくださる協力者を求めています（P:文学/PJ:作家）。 |